# Punto riso
Il punto riso o grana di riso è un particolare punto della lavorazione a maglia.
Viene particolarmente usato per i "maglioni irlandesi" (con lavori a rilievo): iniziare e terminare il ferro con un po' di punti a punto riso consente poi di fare cuciture invisibili.
1º ferro: *1 maglia a diritto, 1 maglia a rovescio*

2º ferro: *1 maglia a rovescio, 1 maglia a diritto*

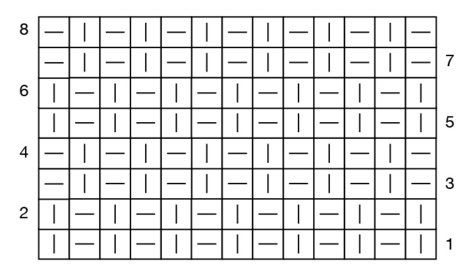
Schema di lavorazione grana di riso semplice

3º ferro: *1 maglia a diritto, 1 maglia a rovescio*

4º ferro: *1 maglia a rovescio, 1 maglia a diritto*

5º ferro: *1 maglia a diritto, 1 maglia a rovescio*

6º ferro: *1 maglia a rovescio, 1 maglia a diritto*

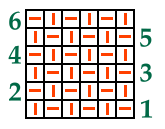
Schema della lavorazione del punto riso

Una sua variante è la grana di riso doppia, che si lavora su un numero di punti pari, alternando due serie di ferri: la prima con una maglia a diritto e una a rovescio, la seconda con un punto rovescio e uno diritto.
1º ferro: *1 maglia a diritto, 1 maglia a rovescio*

2º ferro: *1 maglia a diritto, 1 maglia a rovescio*

3º ferro: *1 maglia a rovescio, 1 maglia a diritto*

4º ferro: *1 maglia a rovescio, 1 maglia a diritto*

5º ferro: *1 maglia a diritto, 1 maglia a rovescio*

6º ferro: *1 maglia a diritto, 1 maglia a rovescio*

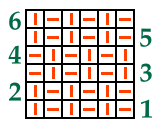
Schema della lavorazione della grana di riso doppia

Esiste anche il falso punto riso tunisino, che è una lavorazione che si fa con un particolare uncinetto, l'uncinetto tunisino.